# Cylindrocystis minutissima
Cylindrocystis minutissima là một loài Song tinh tảo trong họ Mesotaeniaceae, thuộc chi Cylindrocystis.